# Nouveau Caire
Ne doit pas être confondu avec Nouvelle capitale égyptienne.
Le Nouveau Caire est une ville nouvelle située à proximité du Caire, capitale de l'Égypte, et à 15 kilomètres de Maadi. Elle est située principalement dans le désert Arabique.

## Histoire
La construction de cette ville nouvelle a commencé en 2001. Conçue comme une ville satellite, elle devait initialement accueillir quatre millions d'habitants mais n'en compte qu'un million et demi en 2017. L'objectif était de désengorger la ville du Caire, mais les loyers exorbitants empêchent l'exode des populations du centre-ville.
L'Agence spatiale africaine y a son siège à partir de 2025.

## Galerie d'images

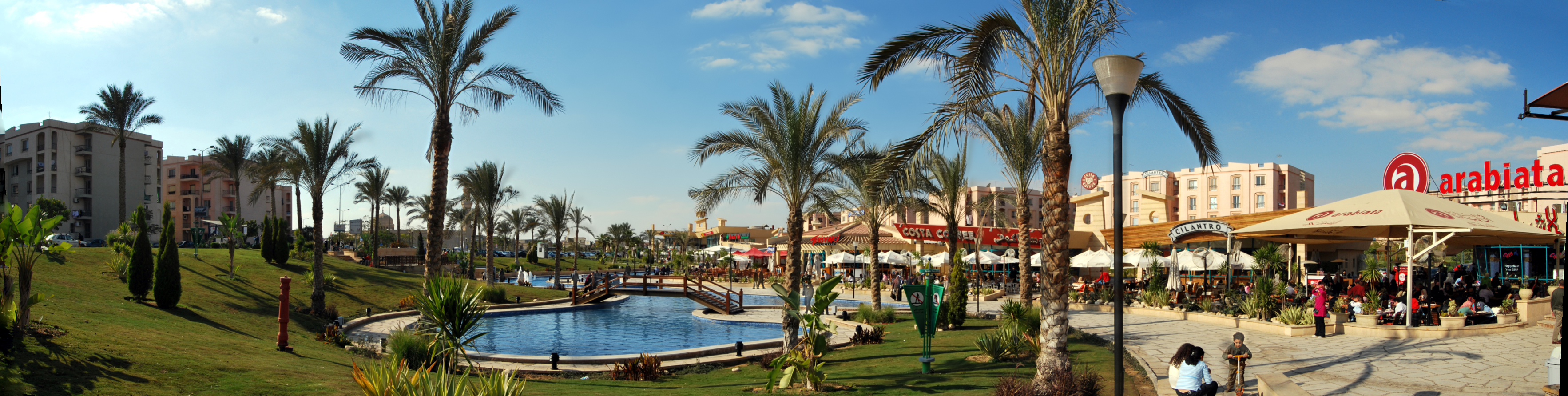
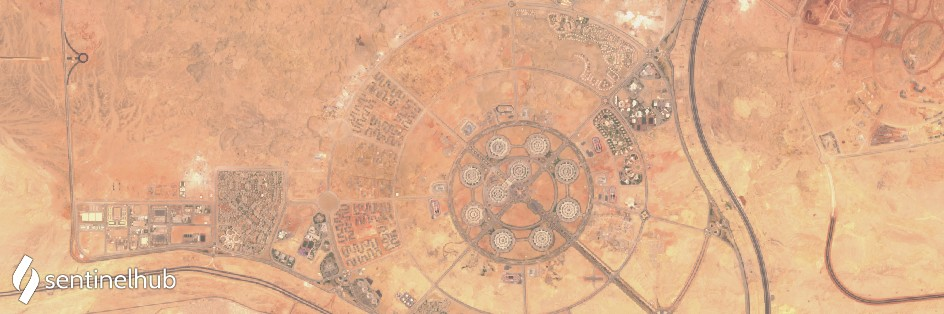
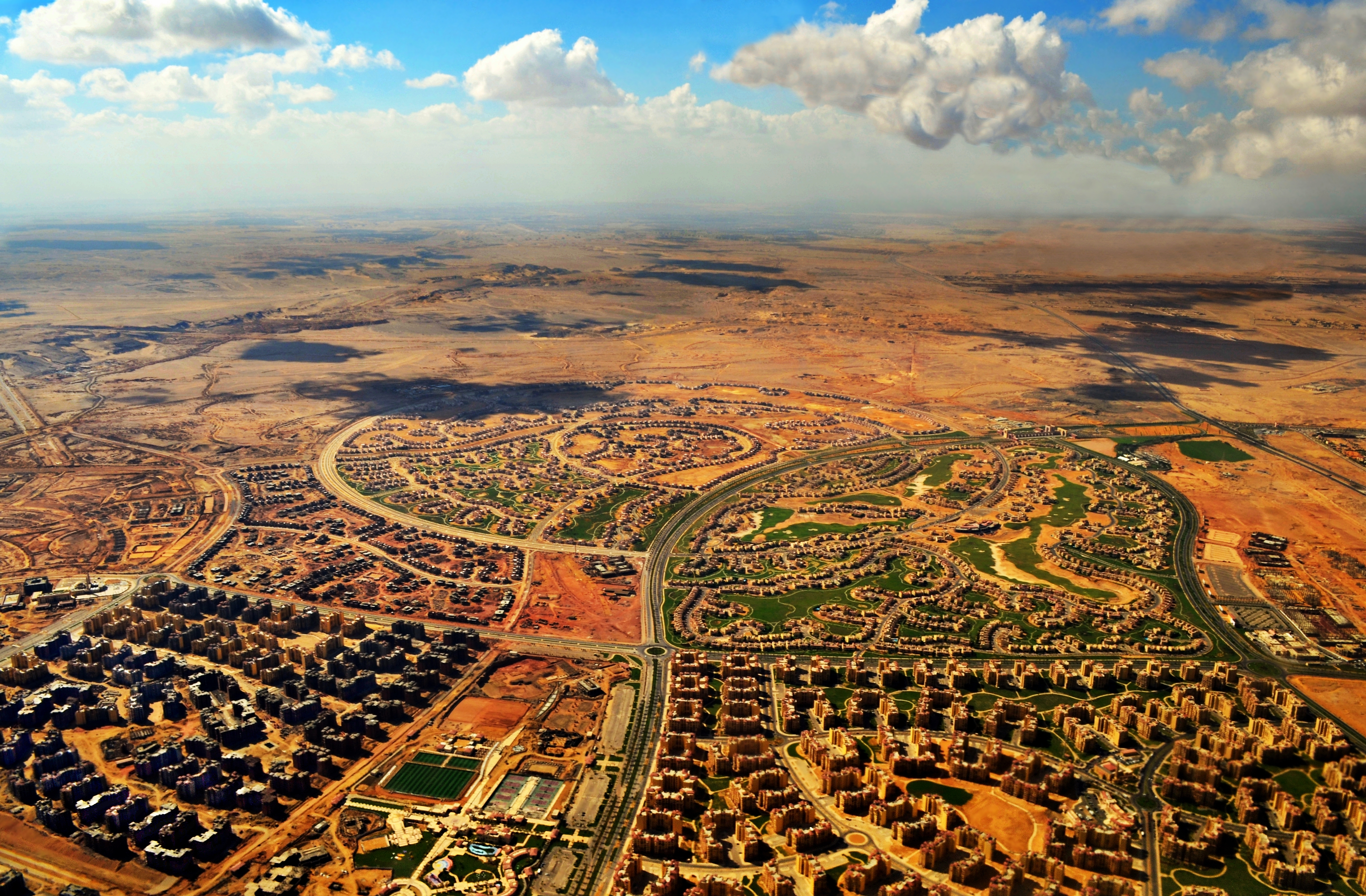
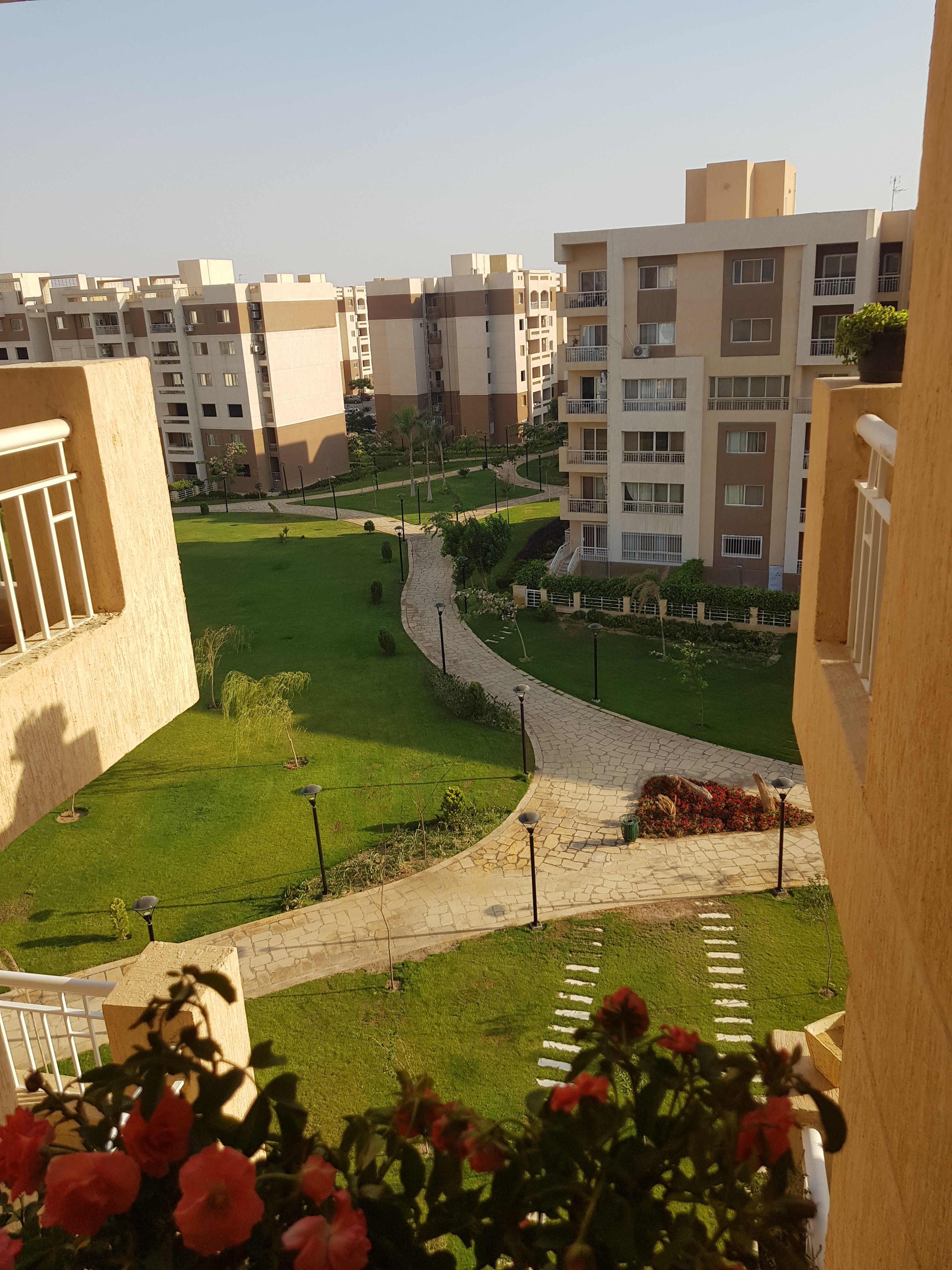
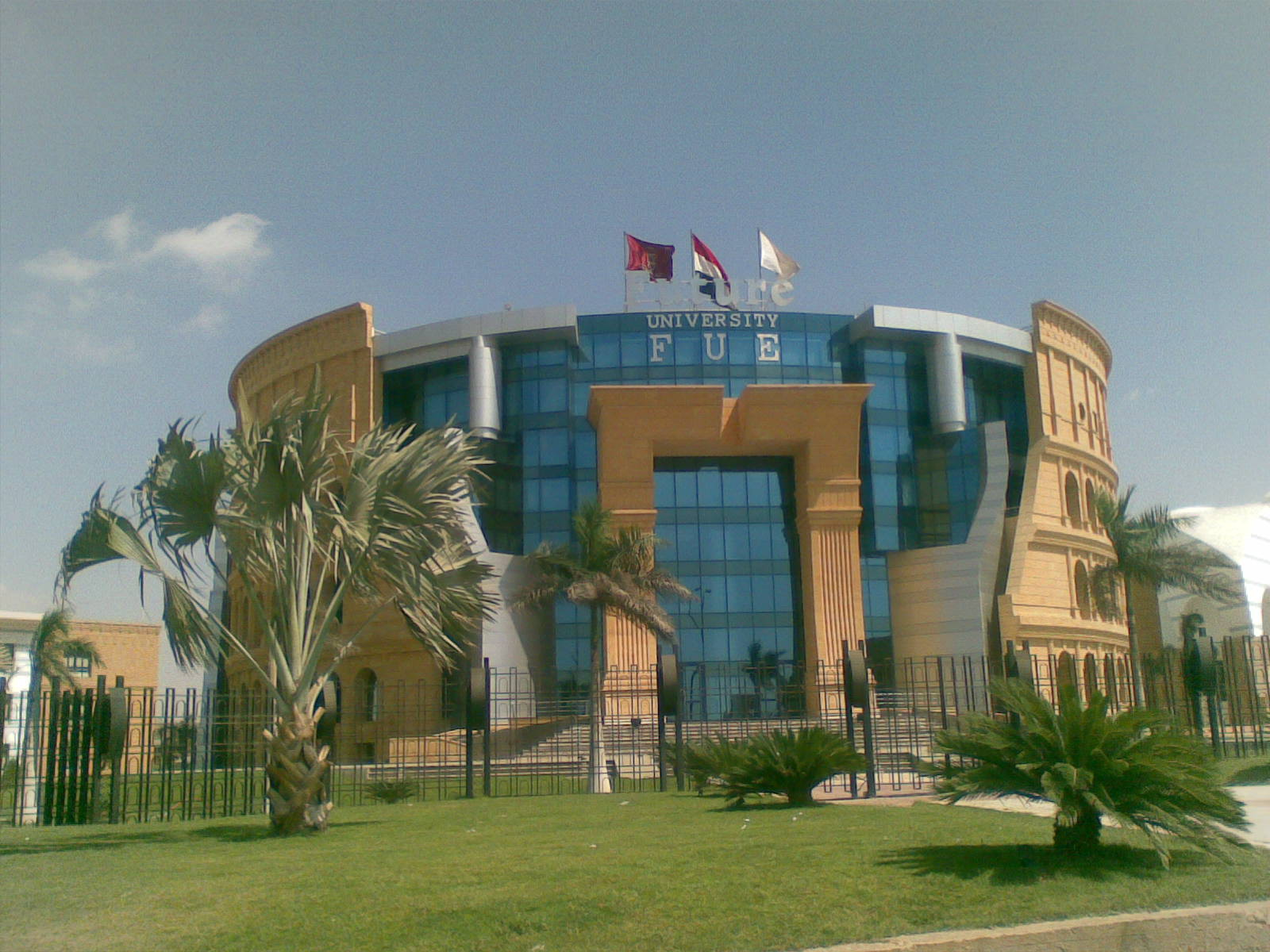